# Colonia Raquel
Colonia Raquel es una localidad argentina ubicada en el departamento Castellanos de la provincia de Santa Fe. Se encuentra 15 km al oeste de Humberto Primo, sobre la ruta provincial 80.
El vínculo pavimentado de la Ruta 80 fue el primero en la provincia ejecutado por un consorcio caminero, siendo inaugurado en 1992. Cuenta con una escuela de nivel medio.
La Localidad se enorgullece de poseer el primer Sistema Regional de Televisión Codificado TRS que permite comunicar las áreas rurales circundantes manteniendo informados y actualizados a los habitantes rurales, el mismo originó sus transmisiones regulares en el año 1994 creando nuevas fuentes de trabajo.

## Población
Cuenta con 530 habitantes (Indec, 2010), casi idéntica población que los 529 habitantes (Indec, 2001) del censo anterior.
| Gráfica de evolución demográfica de Colonia Raquel entre 1991 y 2010 |
|                                                                      |
| Fuente: Censos nacionales del INDEC                                  |

## Gobierno y administración
La creación de la comuna fue el 31 de enero de 1895. El titular del Poder Ejecutivo local lleva el cargo de Presidente Comunal.
Desde el 10 de diciembre de 2021 la presidente comunal es Luciana Peter, del Frente Progresista Cívico y Social, con mandato hasta el 10 de diciembre de 2023.

#### Presidentes comunales
| Año  | Título                                                              | Nombre                      | Ref.  |
| ---- | ------------------------------------------------------------------- | --------------------------- | ----- |
| 1901 | Presidente                                                          | Juan Faudone                | [ 4 ] |
| 1905 | Presidente                                                          | José Ferrero                | [ 4 ] |
| 1907 | Presidente                                                          | Carlos Galoppo              | [ 4 ] |
| 1909 | Presidente                                                          | Antonio Forneris            | [ 4 ] |
| 1914 | Presidente                                                          | Agustín Fenoglio            | [ 4 ] |
| 1916 | Presidente                                                          | Francisco Barale            | [ 4 ] |
| 1920 | Presidente                                                          | Juan Merlo                  | [ 4 ] |
| 1922 | Presidente                                                          | Luis Alberga                | [ 4 ] |
| 1924 | Presidente                                                          | Francisco Barale            | [ 4 ] |
| 1930 | Presidente                                                          | Domingo Delbino             | [ 4 ] |
| 1934 | Presidente                                                          | José Sabena                 | [ 4 ] |
| 1936 | Interventor                                                         | Florentino Barale           | [ 4 ] |
| 1938 | Presidente                                                          | José Sabena                 | [ 4 ] |
| 1940 | Presidente                                                          | Juan Astesana               | [ 4 ] |
| 1942 | Presidente                                                          | Miguel Gilli                | [ 4 ] |
| 1943 | Interventor interino                                                | Miguel Gilli                | [ 4 ] |
| 1947 | Delegado comunal                                                    | José Genero                 | [ 4 ] |
| 1948 | Presidente                                                          | Ricardo Sola                | [ 4 ] |
| 1952 | Presidente                                                          | Miguel Gilli                | [ 4 ] |
| 1955 | Interventor                                                         | Quinto Bruno                | [ 4 ] |
| 1955 | Interventor                                                         | Miguel Gilli                | [ 4 ] |
| 1958 | Presidente                                                          | Florentino Eleuterio Barale | [ 4 ] |
| 1960 | Presidente                                                          | Juan Delbino                | [ 4 ] |
| 1963 | Presidente                                                          | Arcadio Allochis            | [ 4 ] |
| 1962 | Interventor                                                         | Juan Aldo Delbino           | [ 4 ] |
| 1965 | Presidente                                                          | Aldo Bolatti                | [ 4 ] |
| 1966 | Interventor interino                                                | Aldo Bolatti                | [ 4 ] |
| 1969 | Se constituye el Honorable Consejo Asesor de la Comisión de Fomento | Arcadio Allochis            | [ 4 ] |
| 1973 | Presidente                                                          | Realdo Scandolo             | [ 4 ] |
| 2015 | Presidente                                                          | Victor Hugo Perusia         | [ 4 ] |
| 2021 | Presidente                                                          | Luciana Marisabel Peter     | [ 4 ] |

## Galería

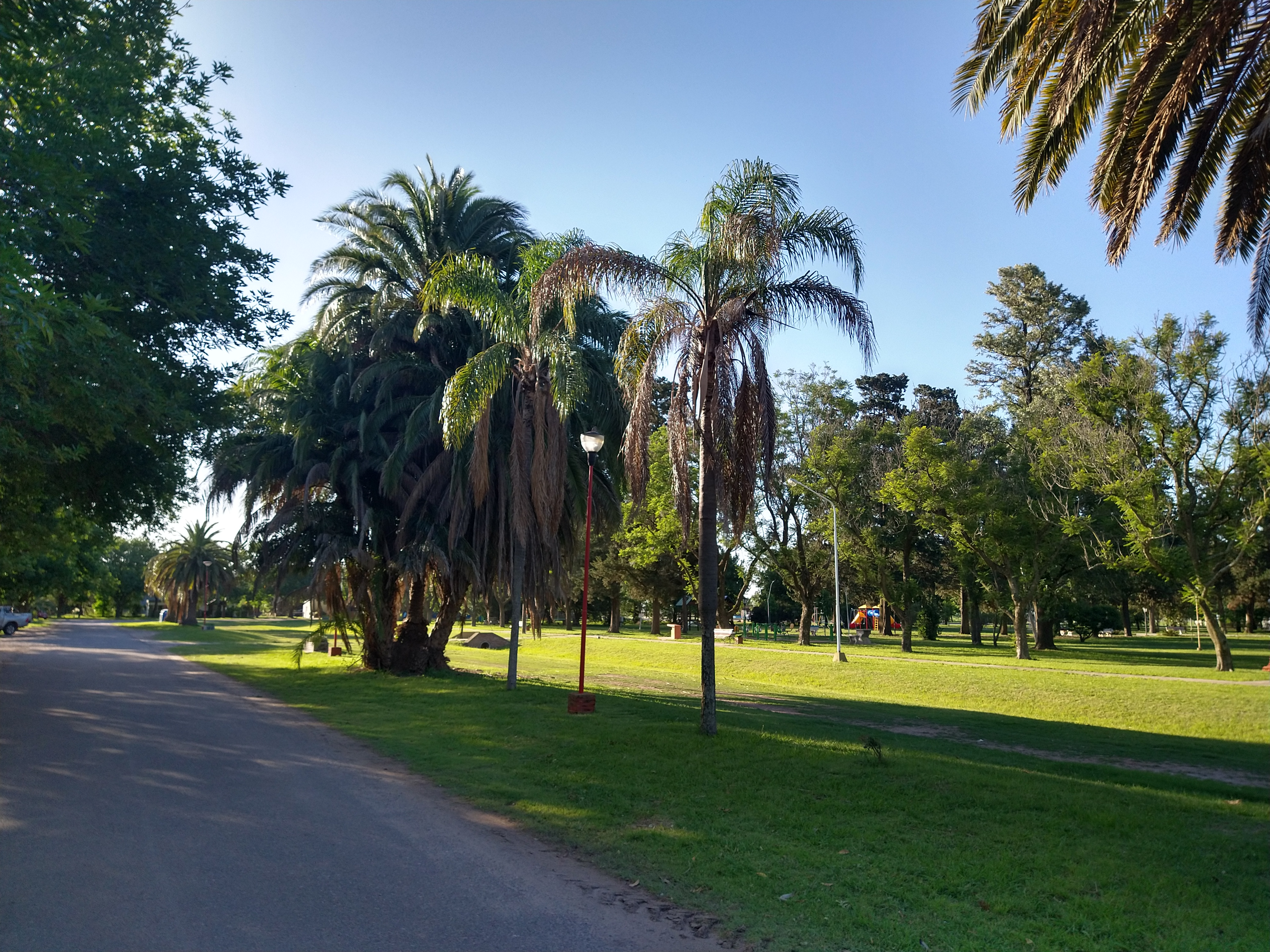
Plaza San Martín
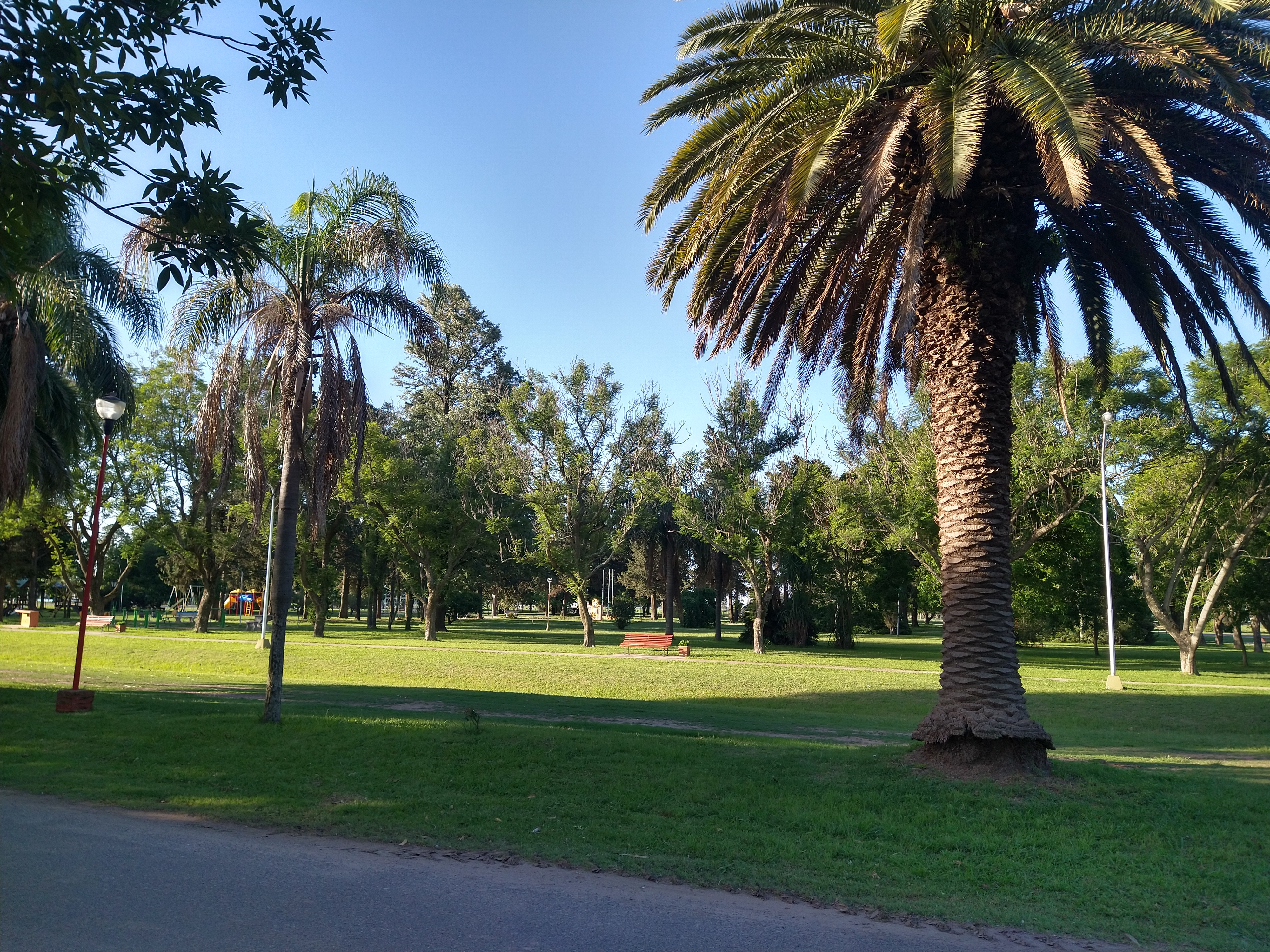
Plaza San Martín
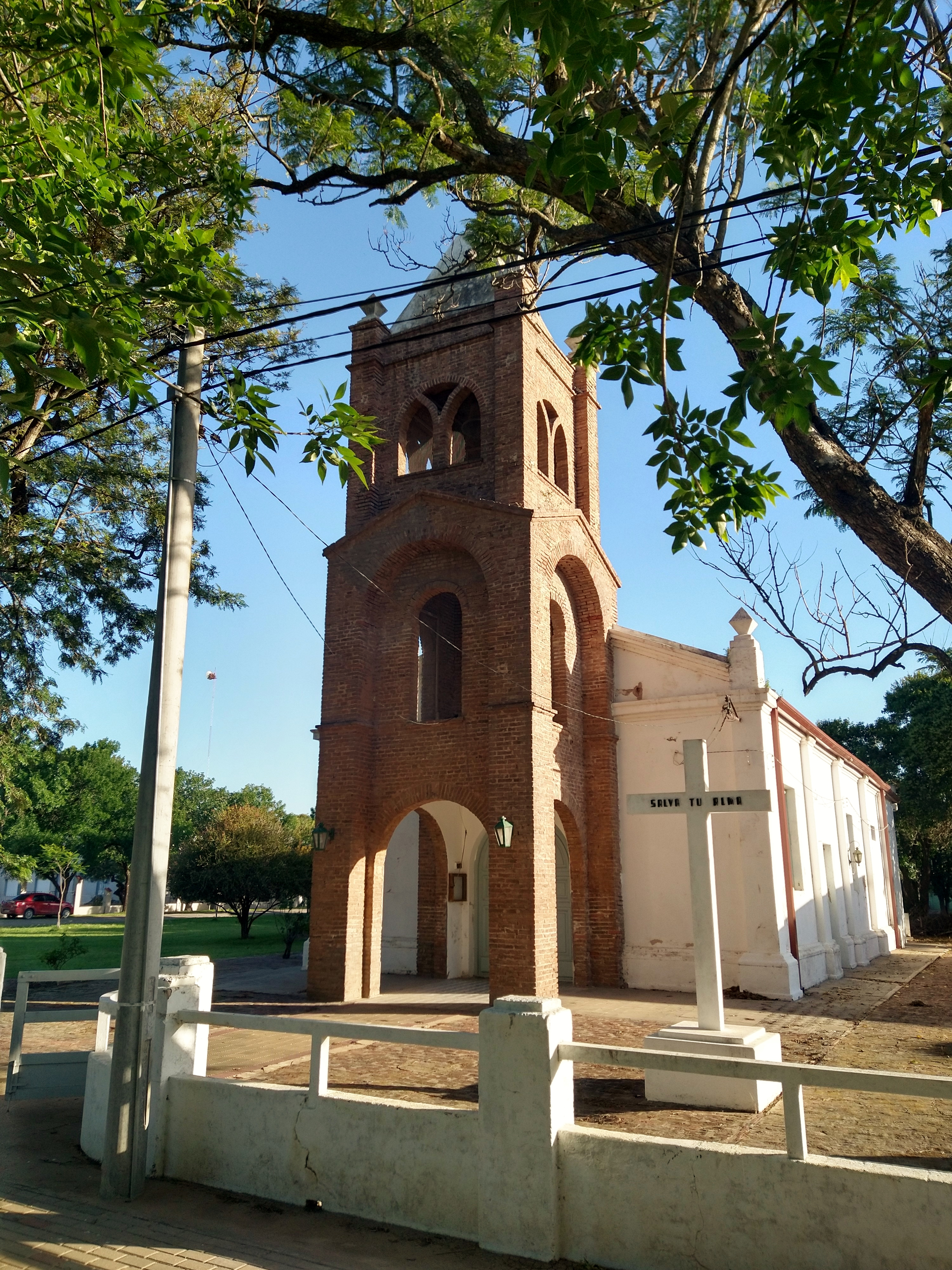
Parroquia Nuestra Señora del Rosario